# دانشگاه میشیگان
دانشگاه میشیگان (به انگلیسی: University of Michigan) یک دانشگاه تحقیقاتی دولتی در شهر ان‌آربر واقع در ایالت میشیگان آمریکا است که در سال ۱۸۱۷ میلادی در شهر دیترویت بنیان‌گذاری شد، ۲۰ سال پیش از اینکه منطقه میشیگان به‌طور رسمی ایالت شود. این دانشگاه همچنین دو پردیس دانشگاهی دیگر در شهرهای دیربورن و فلینت و یک مرکز پژوهشی در شهر دیترویت دارد، و یکی از اعضای بنیادین انجمن دانشگاه‌های آمریکایی است. این دانشگاه قدیمی‌ترین دانشگاه ایالت میشیگان است و با دانشگاه نیوکاسل انگلستان نیز همکاری تنگاتنگی دارد.

## دانش‌آموختگان
دانشگاه میشیگان یکی از بزرگ‌ترین جامعه دانش‌آموختگان را در میان دانشگاه‌های جهان داراست. در ۲۰۰۷ شمار دانش‌آموختگان زندهٔ دانشگاه پانصد و شصت هزار نفر اعلام شد. بودجه آموزشی دانشگاه یک میلیارد و صد و چهل میلیون دلار است که از هنگفت‌ترین بودجه‌های تحقیقاتی در ایالات متحده است. این دانشگاه هم‌اکنون از همه پنجاه ایالت‌های آمریکا و بیش از ۱۰۰ کشور جهان دانشجو دارد که کم‌نظیر است. نرخ پذیرش دانشجو در این دانشگاه ۳۰ درصد است که ورود به آن را دشوار می‌کند. سالانه بیش از ۵۰ هزار نفر از سراسر آمریکا و جهان در دانشگاه میشیگان درخواست ثبت‌نام می‌کنند که تنها حدود ۱۵ هزار نفر پذیرفته می‌شوند.

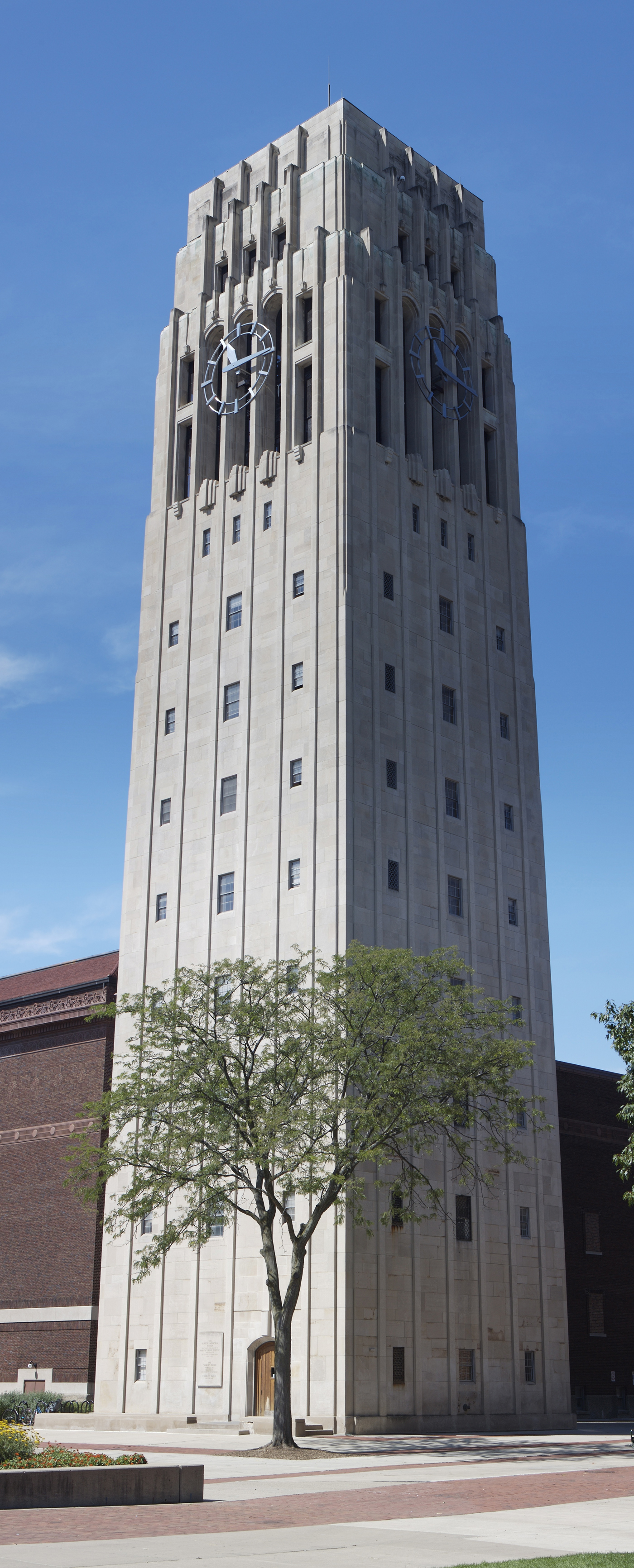
برج برتون، اثر آلبرت کان

این دانشگاه بیش از چهل هزار دانشجوی تحصیلات عالی در رشته‌های گوناگونی مانند فنی، پزشکی، علوم پایه، هنر، علوم انسانی، زبان و ادبیات دارد. بر پایه رده‌بندی دانشگاه‌های آمریکا که وبگاه یواس‌نیوز هر سال منتشر می‌کند، دانشگاه میشیگان از اندک دانشگاه‌های دولتی آمریکاست که در همه رشته‌ها در میان چند دانشگاه دولتی برتر این کشور قرار دارد. دانشکده مهندسی انرژی هسته‌ای دانشگاه میشیگان و دانشکدهٔ مهندسی صنایع این دانشگاه در میان دانشگاه‌های آمریکا در رده اول و دوم بوده‌اند. در ۱۹۹۵ شورای ملی تحقیقات، این دانشگاه را از نظر کیفیت برنامه‌های آموزشی، در رده سوم دانشگاه‌های ایالات متحده آمریکا دانست.

## رده‌بندی
در رده‌بندی دانشگاه‌های جهان در سال ۲۰۲۰ مؤسسه QS و تایمز، دانشگاه میشیگان در رده ۲۱ دانشگاه‌های جهان قرار گرفته‌است.

## دانشکده‌ها
دانشکده‌های دانشگاه میشیگان:
- دانشکدهٔ معماری و برنامه‌ریزی شهری
- دانشکدهٔ اطلاعات
- دانشکدهٔ هنر و طراحی
- دانشکدهٔ کسب‌وکار
- دانشکدهٔ موسیقی، تئاتر و رقص
- دانشکدهٔ دندان‌پزشکی
- دانشکدهٔ پرستاری
- دانشکدهٔ ادبیات، علوم و هنر (LSA)
- دانشکدهٔ آموزش
- دانشکدهٔ مهندسی
- دانشکدهٔ حرکت‌شناسی
- دانشکدهٔ سلامت عمومی
- دانشکدهٔ سیاست‌های عمومی
- دانشکدهٔ داروسازی
- دانشکدهٔ محیط‌زیست

## نام‌داران
۷ برنده جایزه نوبل، ۱۱۶ قهرمان المپیک، ۱۶ برنده جایزه مؤسسه مک‌آرتور و ۱۸ برنده جایزه پولیتزر از این دانشگاه بوده‌اند. از دانش‌آموختگان نام‌دار این دانشگاه می‌توان به جرالد فورد رئیس‌جمهور سابق آمریکا و لَری پِیج بنیان‌گذار گوگل اشاره کرد. مایکل فِلپس ورزشکار سرشناس دارنده شانزده مدال المپیک و مدونا خوانندهٔ اسطوره‌ای موزیک پاپ نیز در این دانشگاه تحصیل کرده‌اند.
دانشگاه میشیگان دارای معتبرترین تیم‌های ورزشی دانشگاهی در ایالات متحده است. به ویژه تیم‌های فوتبال آمریکایی و هاکی دانشگاه در میان دانشگاه‌های این کشور بسیار شناخته‌شده و قدرت‌مند هستند. ورزشگاه خانگی تیم فوتبال دانشگاه میشیگان بزرگ‌ترین ورزشگاه کشور آمریکا و سومین ورزشگاه جهان با گنجایش صد و ده هزار نفر است.